# Póvoa do Brolhão
Póvoa do Brolhão (A Pobra do Brollón em galego; Póvoa do Brolhom na grafia reintegracionista) é um município da Espanha na província de Lugo, comunidade autónoma da Galiza, de área 175 km² com população de 1 615 habitantes (2021; densidade: 9,2 hab./km²).

## Demografia
| Variação demográfica do município entre 1991 e 2004 | Variação demográfica do município entre 1991 e 2004 | Variação demográfica do município entre 1991 e 2004 | Variação demográfica do município entre 1991 e 2004 |
| --------------------------------------------------- | --------------------------------------------------- | --------------------------------------------------- | --------------------------------------------------- |
| 1991                                                | 1996                                                | 2001                                                | 2004                                                |
| 3272                                                | 2885                                                | 2557                                                | 2425                                                |